# Mitja Krajnčan
(1966), redni profesor didaktike in metodike socialno pedagoškega dela, zaposlen na Pedagoški fakulteti Univerze na Primorskem v Kopru. Pisec znanstvenih monografij (Na pragu novega doma, Osnove doživljajske pedagogike, Zdravje otrok in mladostnikov s čustvenimi in vedenjskimi težavami, Phantasievolle Erziehung, Osnove doživljajne pedagogije, Od igre do projekta, Kan z otroki, Celostna obravnava otrok in mladostnikov,  Educational sciences in postmodernity,  Praktično pedagoško usposabljanje...), pisec številnih člankov doma in v tujini, vabljeni profesor na tujih unverzah (Berlin, Schwerin, Lueneburg, Erfurt, Celovec, Guestrow...) in kongresih https://bib.cobiss.net/bibliographies/si/webBiblio/bib201_20200816_092522_a4354147.html. . 
V slovenskem prostoru utemeljil doživljajsko pedagogiko. Ukvarja se z izvendružinsko vzgojo, oblikami in modeli pristopov, ter metodičnimi možnostmi dela. Dobitnik nagrade za visoko šolstvo Republike Slovenije https://sl.wikipedia.org/wiki/Nagrada_Republike_Slovenije_na_podro%C4%8Dju_%C5%A1olstva